# Inversion des dépendances
 (avril 2015).
Si vous disposez d'ouvrages ou d'articles de référence ou si vous connaissez des sites web de qualité traitant du thème abordé ici, merci de compléter l'article en donnant les références utiles à sa vérifiabilité et en les liant à la section « Notes et références ».

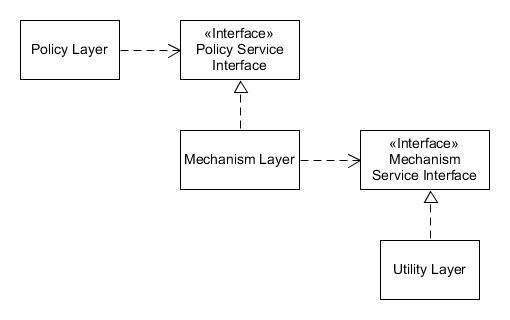
Une simple application du principe d'inversion des dépendances

En programmation orientée objet, le principe d'inversion des dépendances (dependency inversion principle) fait référence à une forme spécifique de découplage des modules logiciels. Il correspond au « D » de l'acronyme SOLID. En suivant ce principe, la relation de dépendance conventionnelle que les modules de haut niveau ont, par rapport aux modules de bas niveau, est inversée dans le but de rendre les premiers indépendants des seconds.
Les deux assertions de ce principe sont :
1. Les modules de haut niveau ne doivent pas dépendre des modules de bas niveau. Les deux doivent dépendre d'abstractions.
2. Les abstractions ne doivent pas dépendre des détails. Les détails doivent dépendre des abstractions.